# Pogány Induló
Szirmai Marcell, művésznevén Pogány Induló (Szentes, 2005. június 1. –) Fonogram- és Artisjus-díjas magyar rapper. A szegedi születésű előadóművész 2022-ben futott be old school rap számaival, hamar a magyarországi rapzene egyik legmeghatározóbb alakjává válva.

## Fiatalkora
Szirmai Marcell 2005. június 1-jén született Szegeden, ebben a városban töltötte gyerekkorát is. Zenei oktatásban részesült, 9 éven át hegedült és zongorázni is tanult. Apja és zongoratanár édesanyja fiatal korától zenésznek szánták. Gyerekszínészként musicalekben játszott, fellépett a Szegedi Nemzeti Színházban is. Tanulmányai miatt 16 évesen kollégiumba költözött Szentesre.

## Pályafutása
A szentesi kollégiumban ismerkedett meg későbbi alkotótársával, Olasz Patrikkal (művésznevén Ótvar Pestis) akivel együtt kezdtek el freestyle-rappelni. A kollégium számítógéptermében készítették el az első zenei alapokat számaikhoz, amelyeken Pogány Induló rappelt, Ótvar Pestis pedig producerként vett részt az alkotói folyamatban. Az eredetileg hobbiként induló projekt 2022-ben kapott hatalmas löketet, amikor Pogány Induló Zártosztály és Gettó Csirke című számai hatalmas sikert arattak a YouTube-on, sokmilliós megtekintést érve el a videómegosztó platformon.
Köztudatba kerülése után mentora Zomblaze lett az ASAN Budapest kiadótól. Az internetes siker hamar megalapozta Pogány Induló koncertjeit is, először a Központ és a Gólya bárokban rendezett eseményeken lépett föl teltházat hozva össze, majd ahogy bővült a közönsége, az Akváriumban, majd a Barba Negra és a Gyárkert színpadán szerepelt. 18 éves volt még csak, amikor 2024 márciusában koncertet rendezett a 20 ezer néző befogadására képes MVM Dome-ban, itt mutatta be legújabb lemezét, a Vagy Mindent Vagy Semmit. Pogány Induló számos másik népszerű zenésszel is adott elő közös számokat, többek között Beton.Hofival, a Parno Graszt zenekarral és Ekhoe-val. Karrierje befutása óta elsősorban Budapesten él.
2025. július 15-én bejelentette, hogy készül egy Pogány Induló-sorozat, amit majd az HBO-n lehet majd megtekinteni. A sorozat előzetese másnap, 17-én jelent meg.

## Zenei stílus
Legtöbb kortársával ellentétben, akik jellemzően trap zenéket készítenek hangkorrekció használatával, Pogány Induló számainak alapját old school beatek alkotják, ezekre rappeli rá a szöveget jellegzetesen mély, karcos hangján. Dalszövegeinek legfontosabb témái a barátok (gang) és a család fontossága, valamint szülővárosa, Szeged. A mélyebb gondolatok mellett hangsúlyosan jelen van az agresszivitás, a megfogalmazás gyakran önfényező és kivagyi, ugyanakkor sokszor előkerül az önreflexió is, a tizenéves művész küzdelme a hírtelen jött sikerrel és hírnévvel. A zenéihez készült videóklipek leggyakrabban a vidéki Magyarország nyomornegyedeiben játszódnak.

## Díjak, elismerések
- 2024 májusában Az Év Junior Könnyűzenei Alkotói kategóriában Artisjus-díjjal tüntették ki, 18 évesen a legfiatalabb díjazott volt az esemény történetében.[10][11]
- 2024 áprilisában Fonogram-díjat kapott az év hazai rap vagy hip-hop albuma vagy hangfelvétele kategóriában Megáll Az Idő című albumáért.[12][13]
- 2024 októberében a 8. Magyar Klipszemle-gála fődíját Pogány Induló Úgy hiszem című dalának videóklipje nyerte.[14][15]

## Diszkográfia
Stúdióalbumok
- Megáll Az Idő (2023)
- Vagy Mindent Vagy Semmit (2024)